# Zarceus major
Zarceus major är en insektsart som beskrevs av Bolívar, I. 1912. Zarceus major ingår i släktet Zarceus och familjen syrsor. IUCN kategoriserar arten globalt som starkt hotad. Inga underarter finns listade i Catalogue of Life.